# Бенн, Найджел
Найджел Грегори Бенн (англ. Nigel Gregory Benn; род. 22 января 1964, Илфорд, Англия) — британский боксёр-профессионал. Бывший чемпион мира во 2-й средней весовой категории.

## Биография
Найджел Бенн родился 22 января 1964 года в Илфорде, в Англии.
4 апреля 2020 года, в возрасте 63 лет, от инфекции COVID-19 во время пандемии коронавируса в Великобритании скончался Марк Бенн — старший брат Найджела Бенна, который имел опыт выступлений на любительском ринге и работал его спарринг-партнёром.
После окончания профессиональной боксёрской карьеры, Найджел воспитал и стал тренером своего сына Конора Бенна — который в 2020 году, в 23-летнем возрасте уже имеет профессиональный рекорд (16-0, 11 КО) и является топ-проспектом полусреднего веса (до 66,7 кг).

## Профессиональная карьера

### 1989—1994
В январе 1987 года дебютировал в профессионалах. Большую часть боёв провёл в Великобритании.
В мае 1989 года Майкл Уотсон нокаутировал Бенна джебом в 6-м раунде.
В ноябре 1990 года проиграл непобеждённому Крису Юбенку.
В октябре 1993 года встретился во 2-й раз с Крисом Юбенком. На этот раз бой закончился вничью.

### 1995-02-25Найджел Бенн —Джеральд Макклеллан
- Место проведения:  Нью Лондон Арена, Миллуолл, Лондон, Великобритания
- Результат: Победа Бенна нокаутом в 10-м раунде в 12-раундовом бою
- Статус: Титул WBC во 2-м среднем весе (7-я защита Бенна)
- Рефери: Альфред Асаро
- Счет судей: Франц Марти (84-84), Хосе Джей Гуэрра (84-87 Макклеллан), Анек Хонгтонгкам (84-85 Макклеллан)
- Вес: Бенн 76,20 кг; Макклеллан 74,80 кг
- Трансляция: Showtime

В феврале 1995 года Найджел Бенн в Англии вышел на бой против очень сильного нокаутёра Джеральда Макклеллана. Бой получился очень зрелищным. Макклеллан сразу же набросился на Бенна. Он зажал его у канатов и под градом ударов послал его в нокдаун. Бенн вывалился за канаты. Рефери немного затянул с продолжением боя. Макклеллану не хватило мощи нокаутировать сразу противника. Дальше он контролировал бой, избивая противника. В 8-м раунде он зажал Бенна у канатов и послал его в нокдаун. Тем не менее чемпион держался. Ближе к концу боя стало заметно, что с Макклелланом что-то не так — он странно держал капу и часто моргал. В 10-м раунде он дважды садился на колено. После 2-го раза он не встал на счет 10, и бой остановили. Макклеллан пошёл в свой угол и потерял сознание. Его унесли на носилках. Бой закончился трагедией: Макклеллан получил травму мозга и был навсегда парализован, также он ослеп и практически полностью оглох. Поединок получил статус «бой года» по версии журнала «Ринг».

### 1995—1996
В марте 1996 года Бенн раздельным решением судей уступил Тулани Малинге.
В июле 1996 года Бенн был нокаутирован Стивом Коллинзом.
В ноябре того же года Бенн вновь проиграл нокаутом Стиву Коллинзу. После этого он ушёл из бокса.